# 費爾奧克斯 (加利福尼亞州)
費爾奧克斯（英語：Fair Oaks）是位於美國加利福尼亞州薩克拉門托縣的一個人口普查指定地區。

## 地理
費爾奧克斯的座標為38°39′05″N 121°15′33″W / 38.65139°N 121.25917°W，而該地最高點為海拔高度53米（即174英尺）。

## 人口
根據2010年美國人口普查的數據，費爾奧克斯的面積為29.126平方千米，當中陸地面積為27.955平方千米，而水域面積為1.171平方千米。當地共有人口30912人，而人口密度為每平方千米1,061人。